# Marklissa-Talsperre
Die Marklissa-Talsperre (auch Queistalsperre, polnisch Zapora Leśniańska bzw. Jezioro Leśniańskie) wurde von 1901 bis 1907 oberhalb von Lauban (Lubań) und östlich von Marklissa (Leśna) in Niederschlesien im heute polnischen Teil der Oberlausitz zum Hochwasserschutz und zur Wasserkraftgewinnung gebaut. 
Marklissa war bis zum Bau der Talsperre häufig von Hochwasser bedroht. 
Der gestaute Fluss ist der Queis (Kwisa). Die Inbetriebnahme der Talsperre war am 15. Juli 1905.

## Das Kraftwerk
Nach Angaben auf der Schautafel an der Talsperre gibt es sechs Turbinen mit einer Gesamtleistung von 2,61 MW (fünfmal 515 plus einmal 35 kW). Die Turbinen sind noch die ursprünglichen und wurden 1907 von der Firma J. M. Voith geliefert. Die Generatoren kamen von den Siemens-Schuckert-Werken in Berlin.

## Die Staumauer
Die 45 m hohe und im Gneis gegründete Staumauer aus Bruchsteinmauerwerk ist eine typische Mauer nach dem Intze-Prinzip. Verbaut wurden 150.000 Säcke Zement, 20.000 m³ Sand, 2400 m³ Kalk, 460 Tonnen Stahl. Auch 32 Tonnen Dynamit wurden verbraucht. Die meisten Bauarbeiter kamen aus Italien und Tirol.
Der Stausee war im Mai 2003 wegen Sanierungsarbeiten an der Staumauer abgesenkt. Die Staumauer wurde in dieser Zeit vollständig rekonstruiert. Die Breite der Mauer wurde dabei möglicherweise von 6 m auf 8 m vergrößert.

## Umgebung
Das Stauende liegt unterhalb der Ruine Neidburg. In der Nähe liegt die Burg Tzschocha.
Östlich der Talsperre Marklissa befinden sich die Talsperren:
- Talsperre Goldentraum (erbaut 1919 bis 1924)
- Bobertalsperre am Bober (Mauertalsperre) bei Hirschberg (erbaut 1904 bis 1911)